# 赖贝尔机枪
赖贝尔机枪，是法国在第二次世界大战中为坦克和马奇诺防线研制的。它發射7.5×54毫米法制子弹，以150 發容量的弹鼓供彈，並曾用于雷诺FT-17 31修改版。

## 使用國
- 比利时
- 保加利亞
- 中華民國
- 法國
- 德意志國
- 匈牙利
- 以色列
- 意大利
- 黎巴嫩
- 波蘭
- 罗马尼亚王国
- 瑞士
- 叙利亚
- 土耳其
- 南斯拉夫